# 新琴似屯田兵中隊本部
新琴似屯田兵中隊本部（しんことにとんでんへいちゅうたいほんぶ）は、北海道札幌市北区新琴似にある郷土資料館。
1887年（明治20年）5月20日に、陸軍屯田兵歩兵第一大隊第三中隊が、札幌の北に位置した琴似村新琴似の地に入植する。屯田兵兵士には、給与地が与えられ、蕎麦や麦およびジャガイモそして亜麻の栽培がなされた。なお、屯田兵制度は、1904年（明治37年）に廃止となった。
1886年（明治19年）頃にバルーンフレーム建築として建造され、新琴似屯田兵中隊本部として使用されていた建物が、新琴似屯田兵村ゆかりの新琴似神社境内にて、1972年（昭和47年）に復元され、資料館となっている。なお、1974年（昭和49年）4月20日には、札幌文化遺産に登録される。
屯田兵らの生活農業用具を中心に約200点を展示している。
北区歴史と文化の八十八選のうち、「2.水辺と開墾の道〈北・新川・新琴似・麻生コース〉」に属する「39.新琴似屯田兵中隊本部」として選定されている。

## 所在地
所在地
北海道札幌市北区新琴似8条3丁目1-6
アクセス
JR新琴似駅より徒歩8分ぐらい、または札幌市営地下鉄南北線麻生駅徒歩8分～13分ほどで、西5丁目樽川通に面している。

## 開館案内
開館日
4月1日〜11月30日まで火・木・土曜日
祝日の場合は休館
開館時間
午前10時〜午後4時